# Machete Mixtape 4
| Recensione      | Giudizio |
| --------------- | -------- |
| Ondarock        |          |
| La casa del rap |          |
| Rockit          | Positivo |
| Rockol          |          |

Machete Mixtape 4 è un mixtape del collettivo italiano Machete Crew, pubblicato il 5 luglio 2019 dalla Machete Empire Records e da Sony Music.
L'album è stato posizionato alla quinta posizione dei 20 miglior dischi italiani dell'anno stilata dalla rivista Rolling Stone Italia.

## Descrizione
Annunciato il 24 giugno, il mixtape è il primo progetto in quattro anni della Machete dopo il Machete Mixtape Gold Edition. Il progetto comprende i membri del collettivo e alcuni artisti ospiti, come Fabri Fibra, Ghali, Tedua, Lazza, Gemitaiz e Izi.

## Promozione
La promozione dell'album si è svolta interamente sul social network Instagram, dove il 19 giugno 2019 Salmo ha pubblicato una foto con scritto "Nuovo album", ripubblicata dal profilo della Machete Empire Records. Nei giorni seguenti molti artisti Machete iniziano a pubblicare sul loro profilo Instagram diverse immagini bianche. Il 24 giugno 2019 pubblicano sulle storie di Instagram una foto raffigurante un codice QR appeso alla stazione di Milano Centrale, che portava al pre-salvataggio dell'album su Spotify.

## Tracce
1. Lazza & Salmo – Bud Spencer – 1:51
2. Salmo & Hell Raton – Gang! – 2:42
3. Dani Faiv, Thasup & Fabri Fibra – Yoshi – 3:31
4. Salmo & Lazza – Ho paura di uscire 2 – 2:57
5. Salmo, Nitro & Marracash – Marylean – 2:24
6. Jack the Smoker, Salmo & Beba – Io può – 2:55
7. Fabri Fibra & Massimo Pericolo – Star Wars – 3:28
8. Tedua, Thasup & Nitro – No Way – 3:38
9. Salmo & Lazza – Sugar – 2:40
10. Thasup – Doppiogang – 1:23
11. Dani Faiv, Salmo & Nitro – FQCMP – 3:01
12. Dani Faiv & Shiva – Walter Walzer – 1:58
13. Nitro – Ken Shiro – 1:29
14. Jack the Smoker & Nitro – Skit Freestyle – 2:11
15. Dani Faiv, Salmo & Jack the Smoker – Orange Gulf – 2:50
16. Ghali & Sick Luke – Goku – 1:27
17. Dani Faiv, Nitro & Jack the Smoker – Machete Bo$$ – 2:29
18. Gemitaiz, Izi & Salmo – Mammastomale – 2:34

## Formazione
Musicisti
- Salmo – voce (tracce 1, 2, 4, 5, 6, 9, 11, 15 e 18), voce fuori campo (tracce 3, 7, 12, 14 e 16)
- Lazza – voce (tracce 1, 4 e 9)
- Hell Raton – voce (traccia 2)
- Dani Faiv – voce (tracce 3, 11, 12, 15 e 17), voce fuori campo (traccia 14)
- Thasup – voce (tracce 3, 8 e 10)
- Fabri Fibra – voce (tracce 3 e 7)
- Nitro – voce (tracce 5, 8, 11, 13, 14 e 17)
- Marracash – voce (traccia 5)
- Jack the Smoker – voce (tracce 6, 14, 15 e 17)
- Beba – voce (traccia 6)
- Massimo Pericolo – voce (traccia 7)
- Tedua – voce (traccia 8)
- Shiva – voce (traccia 12)
- Ghali – voce (traccia 16)
- Gemitaiz – voce (traccia 18)
- Izi – voce (traccia 18)
- MadMan – voce fuori campo (traccia 18)

Produzione
- Dade – produzione (tracce 1 e 18)
- Low Kidd – produzione (tracce 1, 5, 6, 8, 9 e 11)
- Salmo – produzione (tracce 1, 9, 12 e 15)
- Strage – produzione (tracce 2, 3 e 14)
- Mace – produzione (traccia 4)
- Young Miles – produzione (traccia 7)
- Crookers x Nic Sarno – produzione (traccia 7)
- Tha Supreme – produzione (tracce 10 e 13)
- Sick Luke – produzione (traccia 16)
- Kanesh – produzione (traccia 17)
- Andrea Suriani – missaggio, mastering

## Successo commerciale
Nella settimana successiva alla pubblicazione, Machete Mixtape 4 ha raggiunto i 54 milioni di streaming dell'album su Spotify, stabilendo così un nuovo primato italiano.

## Classifiche

### Classifiche settimanali
| Classifica (2019) | Posizione massima |
| ----------------- | ----------------- |
| Italia            | 1                 |

### Classifiche di fine anno
| Classifica (2019) | Posizione |
| ----------------- | --------- |
| Italia            | 3         |
| Classifica (2020) | Posizione |
| Italia            | 27        |
| Classifica (2021) | Posizione |
| Italia            | 76        |
| Classifica (2022) | Posizione |
| Italia            | 80        |